# Beure
Cet article possède un paronyme, voir Jeurre.
Pour les articles ayant des titres homophones, voir Beurre (homonymie) et Beur.
Beure est une commune française située dans le département du Doubs, en Franche-Comté, dans la région administrative Bourgogne-Franche-Comté.

## Géographie

### Situation

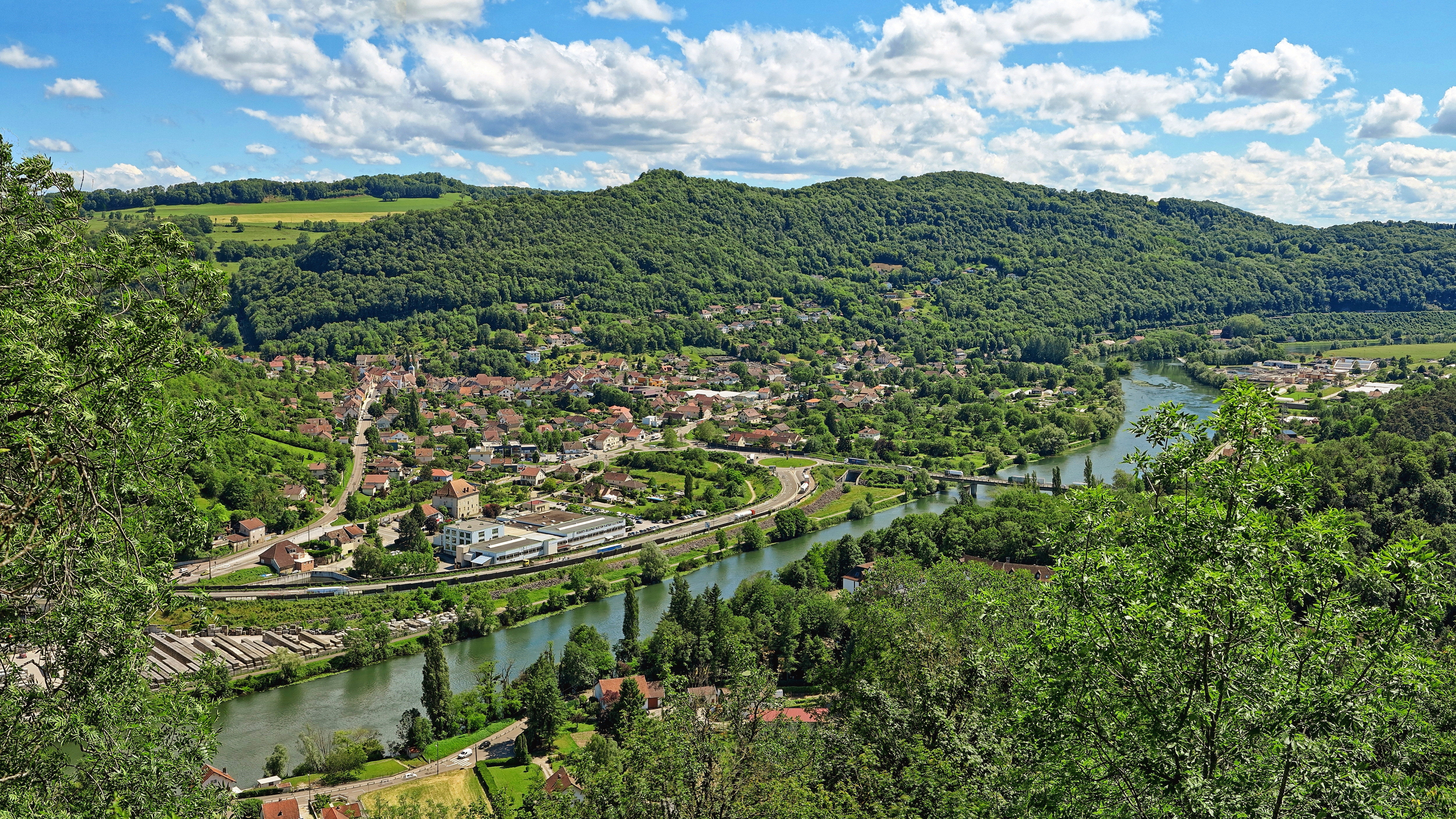
Le village au bord du Doubs vu depuis la colline de Rosemont.

La commune est située sur la rive gauche du Doubs, à environ 5 km en aval du centre-ville de Besançon. Le village, établi initialement dans le cirque rocheux, s'est étalé dans la plaine d'alluvions puis sur les pentes des collines.

### Hydrographie
Le Doubs, le ruisseau des Mercureaux sont les principaux cours d'eau parcourant la commune ainsi que le canal du Rhône au Rhin.

### Climat
Pour des articles plus généraux, voir Climat de la Bourgogne-Franche-Comté et Climat du Doubs.
En 2010, le climat de la commune est de type climat de montagne, selon une étude du Centre national de la recherche scientifique s'appuyant sur une série de données couvrant la période 1971-2000. En 2020, Météo-France publie une typologie des climats de la France métropolitaine dans laquelle la commune est exposée à un climat semi-continental et est dans la région climatique  Jura, caractérisée par une forte pluviométrie en toutes saisons (1 000 à 1 500 mm/an), des hivers rigoureux et un ensoleillement médiocre. 
Pour la période 1971-2000, la température annuelle moyenne est de 10,6 °C, avec une amplitude thermique annuelle de 17,6 °C. Le cumul annuel moyen de précipitations est de 1 228 mm, avec 13,5 jours de précipitations en janvier et 9,6 jours en juillet. Pour la période 1991-2020, la température moyenne annuelle observée sur la station météorologique de Météo-France la plus proche, « Besançon », sur la commune de Besançon à 4 km à vol d'oiseau, est de 11,4 °C et le cumul annuel moyen de précipitations est de 1 157,0 mm. 
La température maximale relevée sur cette station est de 40,3 °C, atteinte le 28 juillet 1921 ; la température minimale est de −20,7 °C, atteinte le 9 janvier 1985,,. 
Les paramètres climatiques de la commune ont été estimés pour le milieu du siècle (2041-2070) selon différents scénarios d'émission de gaz à effet de serre à partir des nouvelles projections climatiques de référence DRIAS-2020. Ils sont consultables sur un site dédié publié par Météo-France en novembre 2022.

### Voies de communications et transports
Dès le XIIIe siècle, Beure était le point de départ de la route Besançon- Pontarlier qui, via Mérey-sous-Montrond, rejoignait Ornans, puis Mouthier Haute Pierre avant de gagner Aubonne sur le plateau. Au début du XVIIIe siècle, l'itinéraire sera modifié après Ornans ; il passera par Chantrans, Sombacour et Chaffois.
Jusqu'au milieu du XIXe siècle, les routes royales 67 (St Dizier-Lausanne) et 83 (Lyon-Strasbourg) passaient dans le bourg et montaient vers Larnod par les actuels chemins du Sinaï et de la Maltournée. À ce dernier lieu-dit, elles se séparaient, la RR 67 partant sur Pugey et Mérey-sous-Montrond, tandis que la RR 83 continuait vers le relais de la diligence de Larnod, puis Busy et  Chouzelot en suivant l'itinéraire d'une voie romaine.
Dans les années 1840, ces deux tronçons de route ont été déclassés, la route 67 rejoignant Tarcenay depuis Besançon en passant par Morre et le tunnel du Trou au loup (actuelles N. 57 et D 67), tandis que la route 83 empruntait un nouveau parcours par la montée du Comice et la descente directe sur Chouzelot (actuelle N. 83). Un double péage eut cours jusqu'en 1849 sur ce dernier tronçon.
La D 141 relie Beure à Arguel depuis 1849, date d'ouverture du passage contournant l'extrémité de la crête d'Arguel. En l'absence de chemin carrossable direct, les chariots devaient précédemment emprunter  la route royale 67 pour gagner Arguel via Pugey.
Beure disposait jadis d'une halte ferroviaire, ce dont témoigne encore le nom « rue de la Gare ». À l'emplacement du bâtiment de la halte, se trouve actuellement le restaurant l'Escale, voisinant le rond-point principal (RN 83 - RD 683) de la commune. La gare était située sur la ligne à voie métrique exploitée de 1910 à 1951 par la Compagnie des chemins de fer du Doubs (CFD) ; cette ligne reliait la gare de Besançon St Paul à la commune d'Amathay-Vesigneux, via Cléron. Le « tacot » qui y circulait passait de Rivotte à Tarragnoz par un tunnel sous la Citadelle dont on peut voir encore les extrémités ; il empruntait jusqu'à Larnod-Gare la voie actuelle de la RN83.
Le contournement routier de Besançon (Voie des Mercureaux) est ouvert à la circulation depuis le 12 juillet 2011. La route, équipée du premier radar « tronçon » de France, traverse une partie de la commune, suivant la vallée des Mercureaux (en amont du village). Le chantier a gravement atteint le site, les  salamandres tachetées jusqu'alors présentes pourraient disparaître, il s'agit de la seule population de cette espèce recensée en Franche-Comté.
Plusieurs sentiers pédestres traversent la commune dont le GR 59.
La commune est desservie par les lignes  51  85  86  du réseau de transport en commun Ginko.

### Cadre géologique

Carte géologique simplifiée des unités structurales du massif du Jura.

La commune s'inscrit dans la grande région naturelle du Jura externe, où elle s'est implantée sur un des plis majeurs du faisceau bisontin, le synclinal de La Chapelle-des-Buis (difficile à lire dans le paysage), flanqué à l'ouest par l’anticlinal des Mercureaux, qui marque le début du plateau de Montrond, lequel se raccorde à la Haute Chaîne du Jura par le plateau d'Ornans.
Le territoire communal repose sur un lambeau du bassin houiller keupérien de Haute-Saône.
Beure est entourée de vallons boisés, ce qui donne à ce village un cachet indéniable. Le ruisseau des Mercureaux qui prend sa source en haut du vallon sur la commune de Fontain, traverse les lieux-dits Maillot et Metz (le bout du monde), puis le bourg, et termine sa course dans le Doubs. Son nom pourrait évoquer l'exploitation de l'or, dont le mercure est utilisé comme amalgame. Ses principaux  affluents, tous rive gauche, sont le ruisseau  du Pré Joliot, le ruisseau de la Pisseure (des Fontaines) venant d'Arguel et le ruisseau à Maillot.
Le gypse, présent dans le sous-sol, a été exploité autrefois au lieu-dit le bout du monde.

## Urbanisme

### Typologie
Au 1er janvier 2024, Beure est catégorisée ceinture urbaine, selon la nouvelle grille communale de densité à 7 niveaux définie par l'Insee en 2022.
Elle appartient à l'unité urbaine de Besançon, une agglomération intra-départementale dont elle est une commune de la banlieue,. Par ailleurs la commune fait partie de l'aire d'attraction de Besançon, dont elle est une commune de la couronne,. Cette aire, qui regroupe 310 communes, est catégorisée dans les aires de 200 000 à moins de 700 000 habitants,.

### Occupation des sols
L'occupation des sols de la commune, telle qu'elle ressort de la base de données européenne d’occupation biophysique des sols Corine Land Cover (CLC), est marquée par l'importance des forêts et milieux semi-naturels (62,3 % en 2018), une proportion sensiblement équivalente à celle de 1990 (62,2 %). La répartition détaillée en 2018 est la suivante : 
forêts (56 %), zones urbanisées (27,1 %), milieux à végétation arbustive et/ou herbacée (6,3 %), eaux continentales (5 %), prairies (3,3 %), zones agricoles hétérogènes (2,3 %). L'évolution de l’occupation des sols de la commune et de ses infrastructures peut être observée sur les différentes représentations cartographiques du territoire : la carte de Cassini (XVIIIe siècle), la carte d'état-major (1820-1866) et les cartes ou photos aériennes de l'IGN pour la période actuelle (1950 à aujourd'hui).

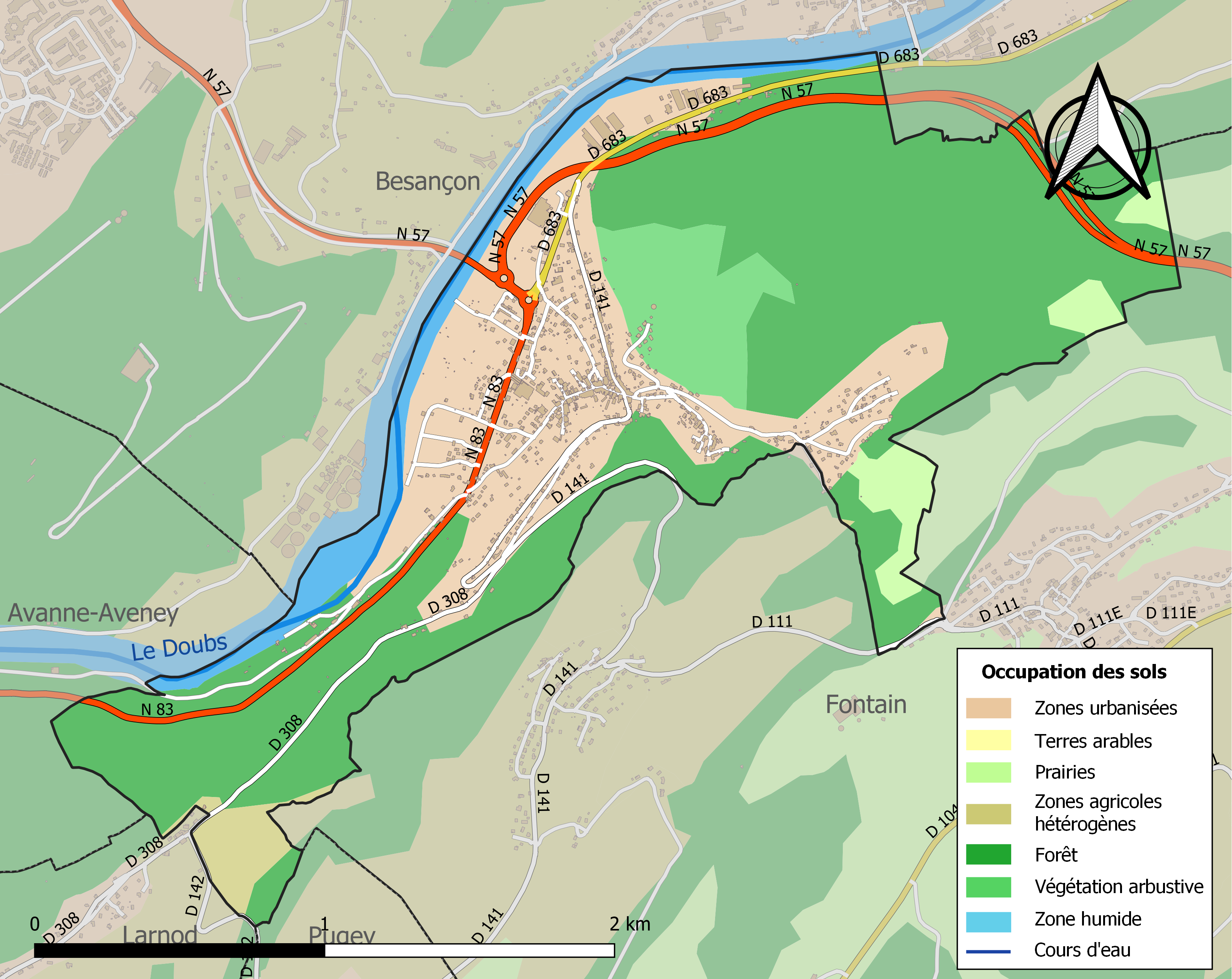
Carte des infrastructures et de l'occupation des sols de la commune en 2018 (CLC).

## Toponymie
Boriis en 1134, Boyres en 1179, Bures en 1233, Buire en 1247, Bueyres en 1255 puis Buyres en 1349, ont pour origine le terme germanique bûr désignant une habitation isolée et plus spécialement l'habitat des castors proliférant jadis le long du ruisseau des Mercureaux. Ont suivi : Behure en 1354,  Beures en 1447, Beure en 1492, Beurue en 1629, et même Beurre plus récemment.

## Histoire

### Origine
L'histoire de la localité est connue depuis le XIIIe siècle. Le cirque rocheux qui la protège, la rivière le Doubs et le ruisseau des Mercureaux ont profité au regroupement des populations, d'abord autour des grottes, puis des plâtrières et finalement dans la plaine où la découverte récente de squelettes prouve que le site était habité depuis très longtemps.
Le village est situé sur une voie romaine ou plus certainement une voie routière gauloise puisque les ornières de celle-ci correspondent à la largeur des jantes de roues des chariots employés par les Gaulois. Une partie de cette voie sur laquelle, selon la légende, Jules César est passé à cheval, est encore visible sur quelques dizaines de mètres. 

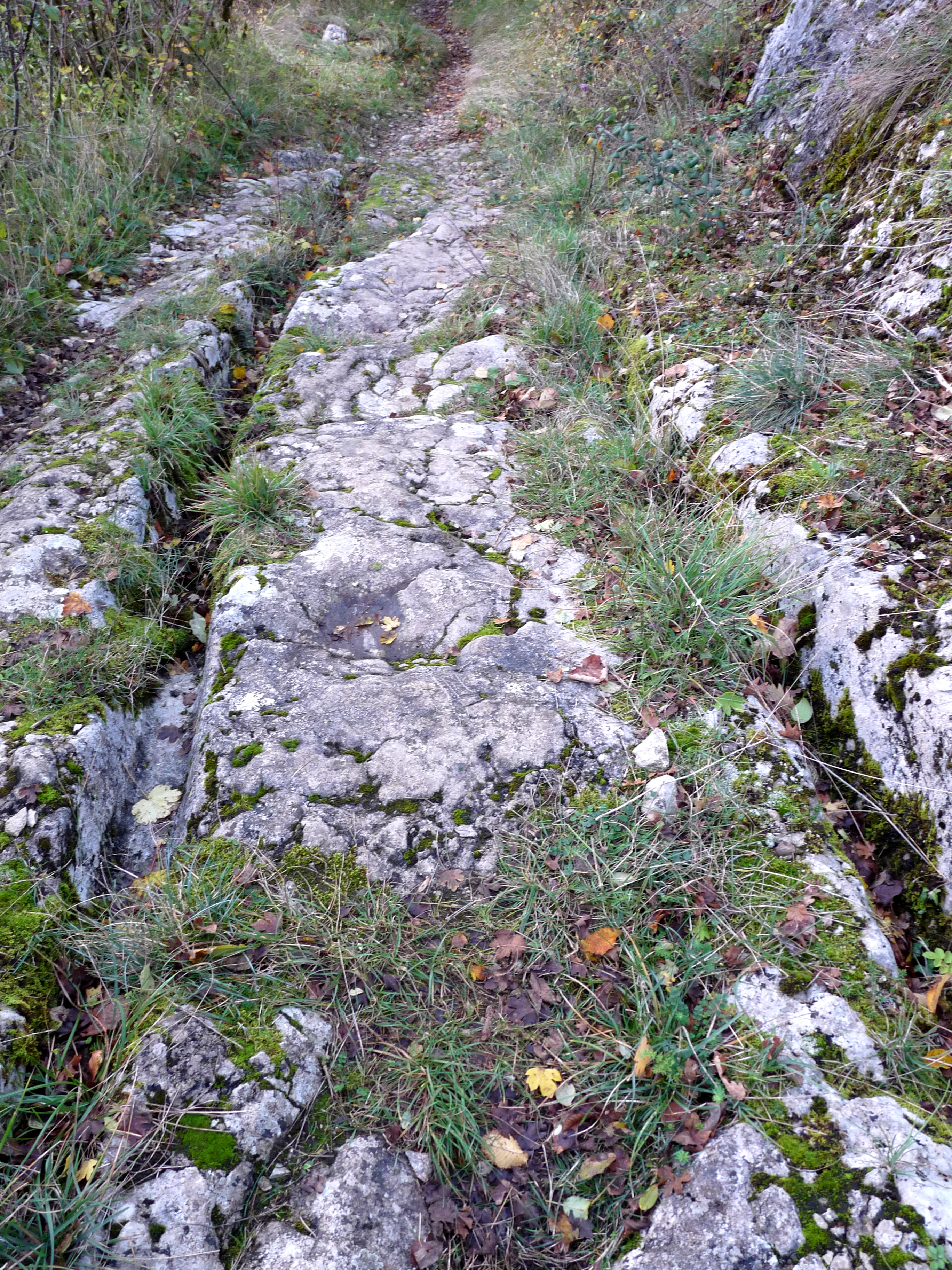

### Seigneurie
Au Moyen Âge, Beure dépendait du seigneur d'Arguel, qui, au XIVe siècle, rendait la justice sur la place du village. Dès le XIIIe siècle, des moulins banaux sont en fonctionnement, alors qu’un four banal et un poste à péage ne sont mentionnés qu’au XVe siècle. Du XIIIe siècle au XIXe siècle, la vigne est la principale activité économique du village, les vignerons travaillaient pour le compte de l'archevêché et quelques bourgeois de Besançon, propriétaires des parcelles. Les grandes portes des maisons en plein cintre des celliers s'ouvraient sur la rue pour laisser entrer charrettes et tonneaux. Une forge est implantée depuis le XVe siècle dans le quartier de Gouille le long du Doubs. Elle a fabriqué certains éléments de la tour Eiffel. L'usine ferme ses portes au début des années 1880. Mis aux enchères en 1883 pour la somme de 100 000 francs, le site est acquis  en 1884 par Nicolas Paul et Armand Louis Dubourg. Les ateliers de la forge et deux logements sont  démolis, et une demeure, appelée "château"  est achevée en 1885. Nicolas Paul Dubourg reste seul propriétaire du site en 1892, année où il fait construire une centrale hydroélectrique. Cette dernière alimente en électricité une scierie, construite par ses soins en amont à Port-Marchand, et les habitants du village. La centrale hydroélectrique  est mise hors service au XXe siècle et ses installations  démantelées. Les bâtiments subsistants abritent aujourd'hui des logements (Villa Saint-Charles).

### Époque contemporaine
Aujourd'hui la plupart des habitants de la commune travaillent dans l'agglomération de Besançon, mais Beure est le site de quelques petites entreprises industrielles, artisanales  et commerciales. Les activités maraîchères et viticoles ne subsistent que de façon résiduelle. La plus grande partie des zones constructibles est à présent bâtie. L'implantation d'usines dans la plaine, à proximité du Doubs, et le projet de magasin de vente au détail en libre-service à prédominance alimentaire illustrent la perte du caractère rural de la commune.

## Politique et administration
| Période                                  | Période                     | Identité                                        | Étiquette      | Qualité                       |
| ---------------------------------------- | --------------------------- | ----------------------------------------------- | -------------- | ----------------------------- |
| 1977                                     | 2001                        | Jean Cretin (+)                                 |                | Contremaître à l'usine Rhodia |
| 2001                                     | En cours (au 1er juin 2020) | Philippe Chaney, Réélu pour le mandat 2020-2026 | Sans étiquette | Chef d'entreprise             |
| Les données manquantes sont à compléter. |                             |                                                 |                |                               |

## Démographie
L'évolution du nombre d'habitants est connue à travers les recensements de la population effectués dans la commune depuis 1793. Pour les communes de moins de 10 000 habitants, une enquête de recensement portant sur toute la population est réalisée tous les cinq ans, les populations de référence des années intermédiaires étant quant à elles estimées par interpolation ou extrapolation. Pour la commune, le premier recensement exhaustif entrant dans le cadre du nouveau dispositif a été réalisé en 2008.

En 2022, la commune comptait 1 342 habitants, en évolution de −1,61 % par rapport à 2016 (Doubs : +1,88 %, France hors Mayotte : +2,11 %).
| 1793 | 1800 | 1806 | 1821 | 1831 | 1836  | 1841  | 1846  | 1851  |
| ---- | ---- | ---- | ---- | ---- | ----- | ----- | ----- | ----- |
| 690  | 742  | 776  | 749  | 990  | 1 092 | 1 144 | 1 212 | 1 205 |

| 1856  | 1861  | 1866  | 1872  | 1876  | 1881  | 1886 | 1891 | 1896 |
| ----- | ----- | ----- | ----- | ----- | ----- | ---- | ---- | ---- |
| 1 092 | 1 107 | 1 155 | 1 096 | 1 268 | 1 228 | 925  | 814  | 741  |

| 1901 | 1906 | 1911 | 1921 | 1926 | 1931 | 1936 | 1946 | 1954  |
| ---- | ---- | ---- | ---- | ---- | ---- | ---- | ---- | ----- |
| 772  | 798  | 752  | 648  | 800  | 850  | 863  | 887  | 1 003 |

| 1962  | 1968  | 1975  | 1982  | 1990  | 1999  | 2006  | 2008  | 2013  |
| ----- | ----- | ----- | ----- | ----- | ----- | ----- | ----- | ----- |
| 1 131 | 1 278 | 1 243 | 1 166 | 1 188 | 1 377 | 1 383 | 1 385 | 1 361 |

| 2018  | 2022  | - | - | - | - | - | - | - |
| ----- | ----- | - | - | - | - | - | - | - |
| 1 335 | 1 342 | - | - | - | - | - | - | - |

## Lieux et monuments
- Le clocher à dôme à impériale de l'église, typique de la Franche-Comté, permet de situer l’église dans les rues très étroites par lesquelles on y accède. L’église, dont le vocable est Saint Hippolyte, date de 1715. Elle renferme une statue de saint Vernier en bois polychrome[30].
- La station-service AGIP (AGIP ayant acquis une partie du réseau Total) est inscrite, depuis 2013, à l'inventaire des monuments historiques. Dans les années 1970, Jean Prouvé réalise pour Total une centaine de stations de ce type. Le principe est d'être modulables et déplaçables. Jean Prouvé utilise alors son matériau fétiche : l’aluminium. Il est aujourd'hui considéré commet l'un des plus grands concepteurs en architecture et design du XXe siècle. Quasiment toutes les stations de ce type ont été détruites ou démontées. Il n'en resterait que deux en activité et dans leur élément en France, la seconde étant à Marseille.
- Le musée des Armées Lucien-Roy qui regroupe des objets, des armes et des costumes de différents conflits depuis la conquête de la Franche-Comté par Louis XIV jusqu'aux guerres récentes[31].
- Les deux cascades : la cascade du Bout du Monde créée par la chute quasi-verticale du ruisseau des Mercureaux depuis le bord du plateau et la cascade de la Pisseure, ruisseau venant d'Arguel[Note 8].
- L'ancienne voie antique classée aux monuments historiques qui se trouvait à l'emplacement du chemin du Sert et montait vraisemblablement à la Chapelle des Buis[Note 9]. Une dérivation passait au-dessus de la cascade du Bout du Monde pour rejoindre Arguel puis le  premier plateau du massif du Jura et la vallée de la Loue en franchissant la cluse de Pugey.
- Le plateau de Peu situé sur les hauteurs du territoire de la commune et offrant un aperçu presque complet du village; on peut y observer une partie du quartier de Planoise (Besançon) et quelques collines voisines. La photographie présentée ci-dessus (dans l'infobox) a été prise depuis cet endroit.
- La grotte dite de la Vieille Église[Note 10] ou de la Chère, souvent appelée à tort, Baume Saint Georges.

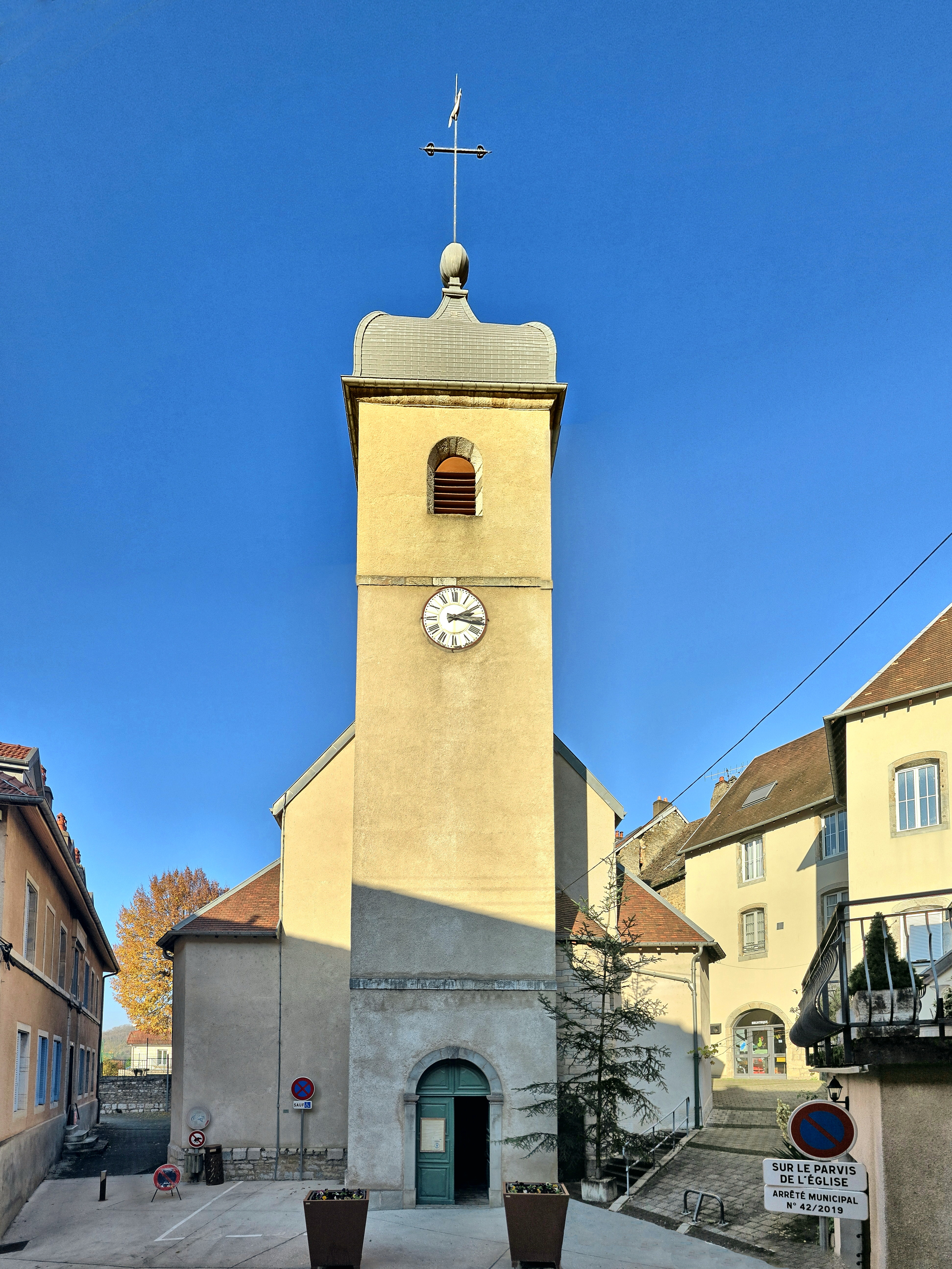
L'église Saint-Hippolyte.
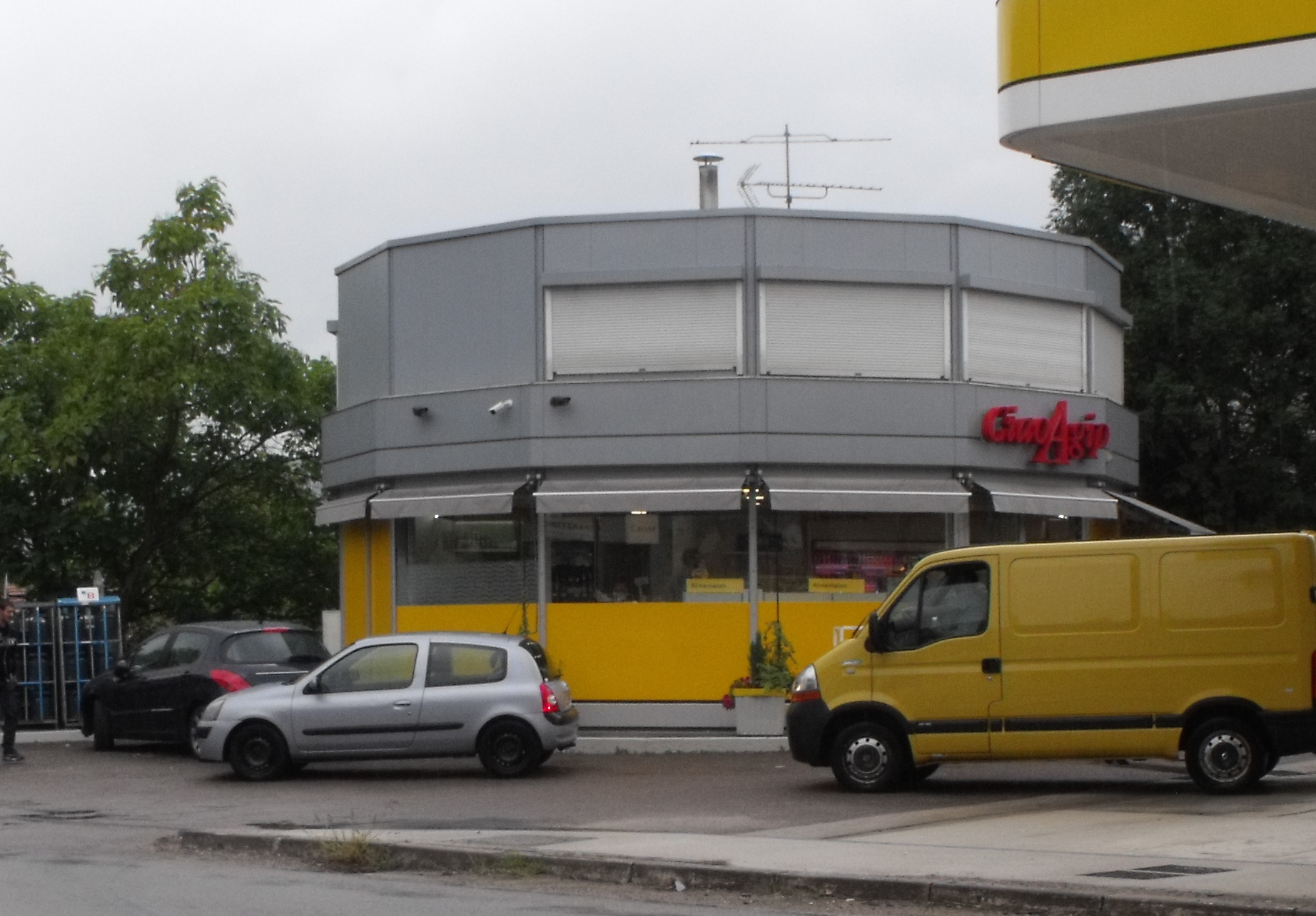
La station-service.
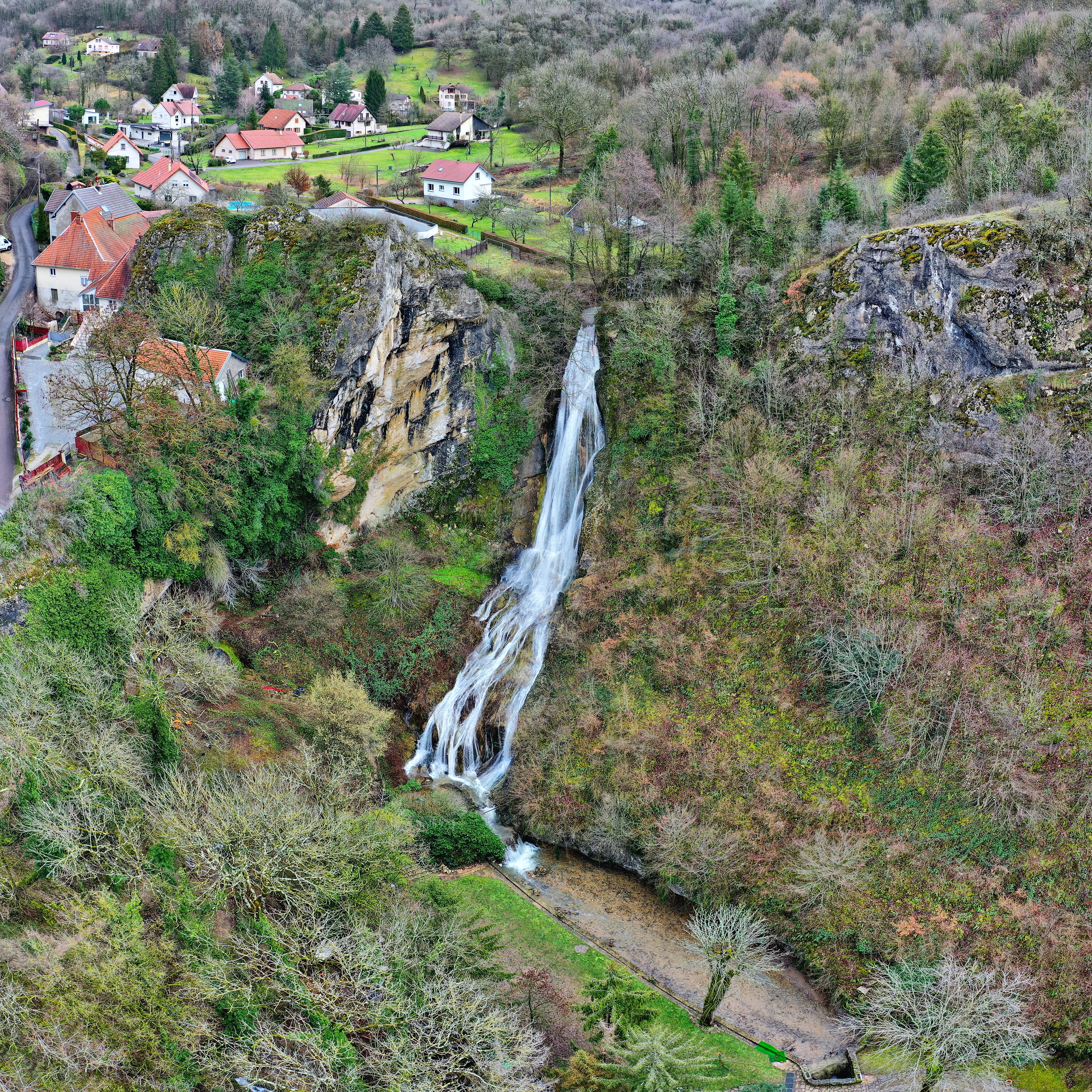
La cascade du Bout du Monde.
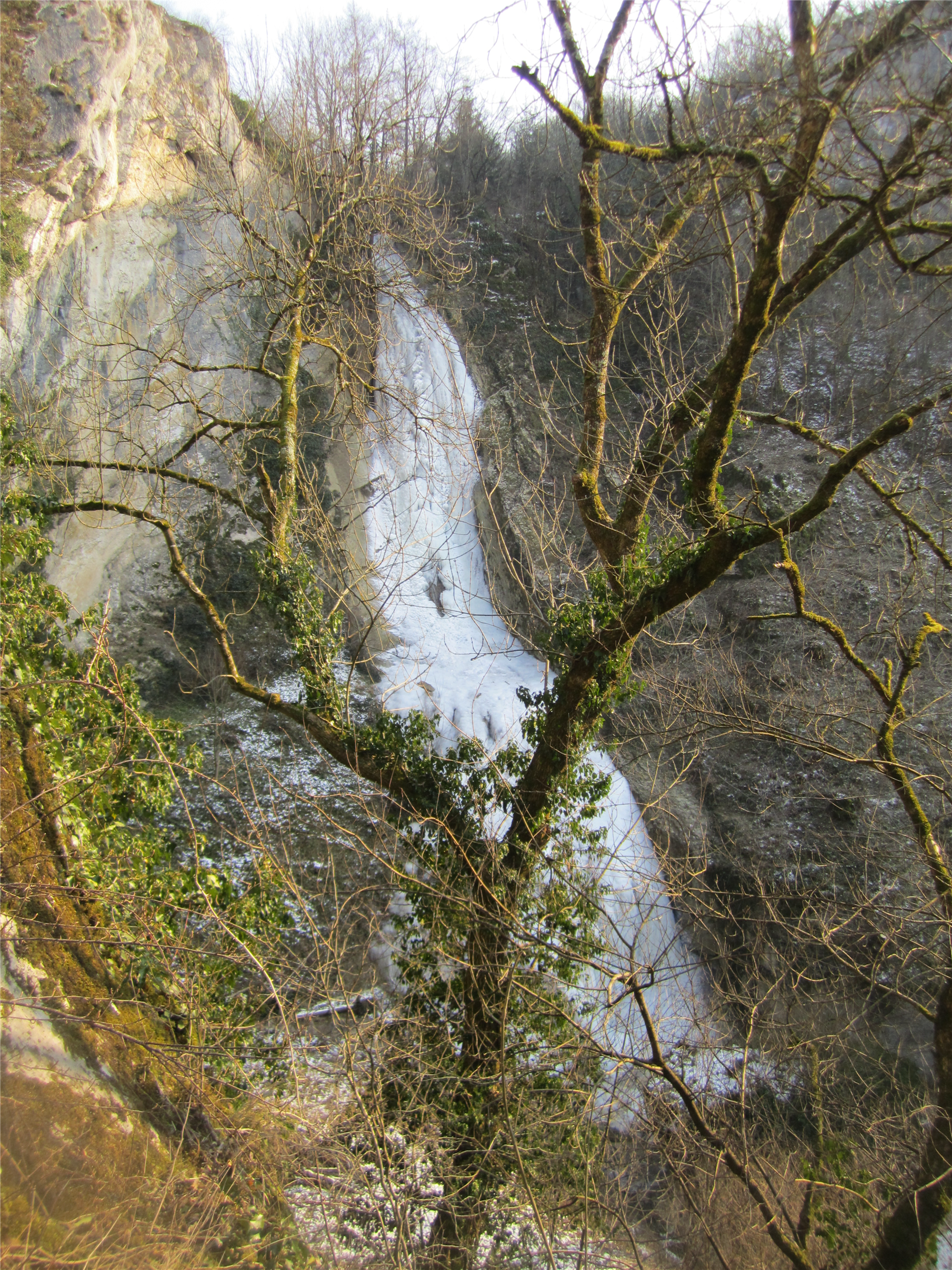
Cascade gelée en février 2012.
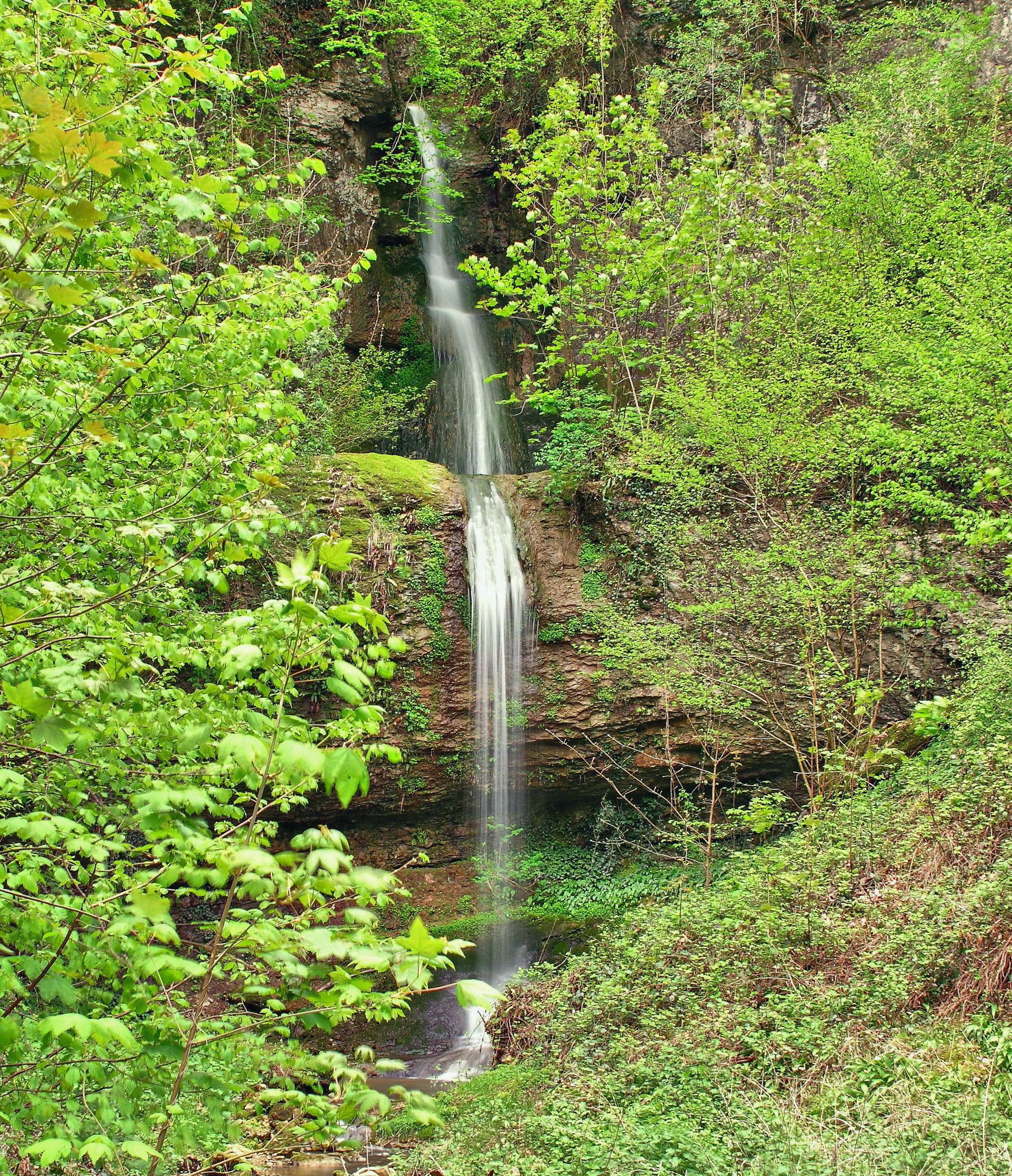
La cascade de la Pisseure.
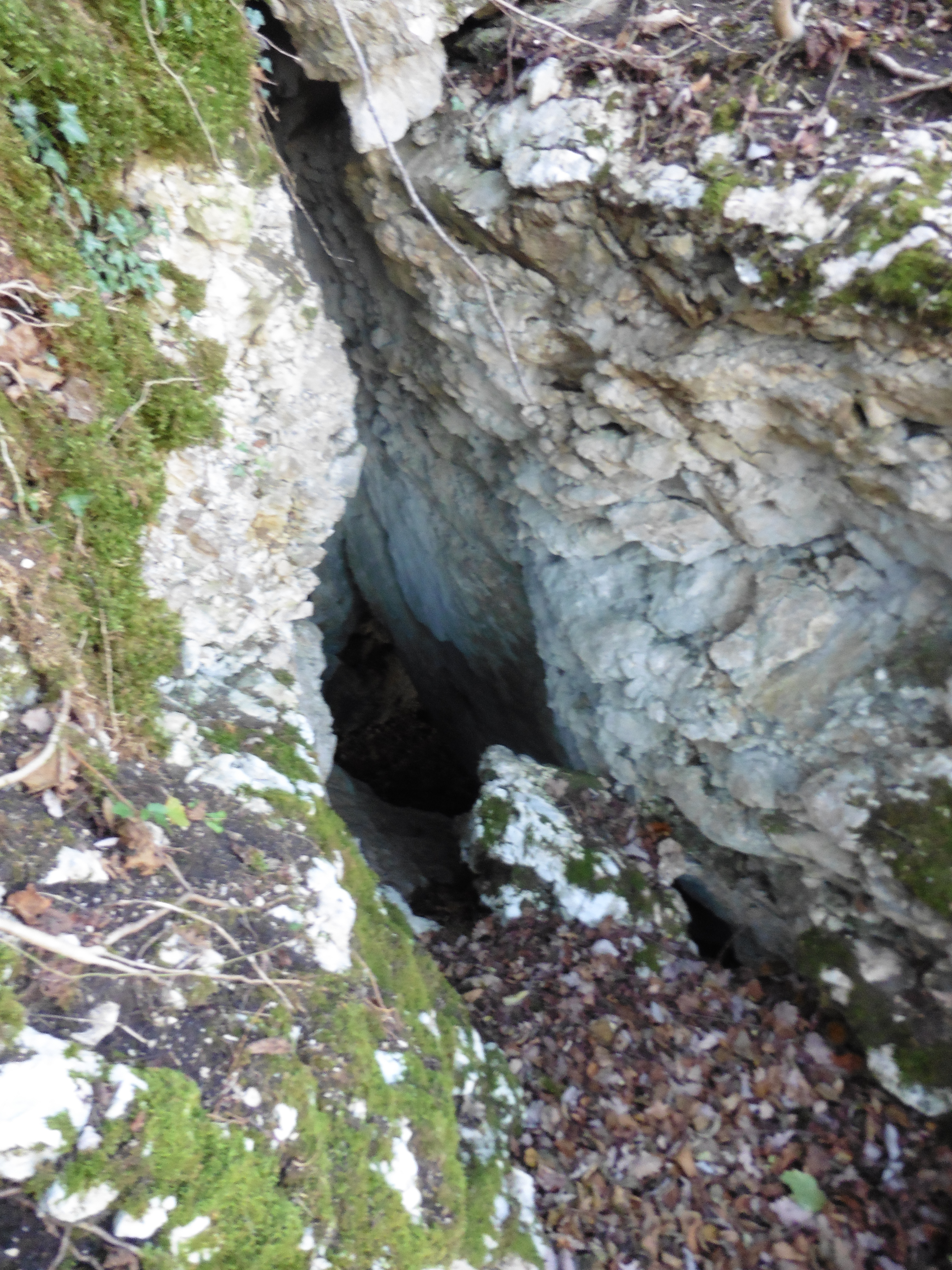
Entrée supérieure de la grotte de la Chère

## Personnalités liées à la commune
- Henri Bouchot, historien d'art et conservateur du Cabinet des Estampes habite à Beure.
- Ernest Juillet (1899-1944), Résistant français.

## Protection - Tourisme
Le village fait partie des sites inscrits du Doubs par la DREAL.

## Héraldique
| Blason de Beure | Blason  | D’azur semé de billettes d’or au castor assis du même, armé de gueules, brochant sur le tout. |
| Blason de Beure | Détails | Le statut officiel du blason reste à déterminer.                                              |